# Comuna de Żabno
Żabno (polaco: Gmina Żabno) é uma gminy (comuna) na Polónia, na voivodia de Pequena Polónia e no condado de Tarnowski. A sede do condado é a cidade de Żabno.
De acordo com os censos de 2004, a comuna tem 18 877 habitantes, com uma densidade 180,1 hab/km².

## Área
Estende-se por uma área de 104,82 km², incluindo:
- área agricola: 79%
- área florestal: 4%

## Demografia
Dados de 30 de Junho 2004:
|                      | Total   | Total | Mulheres | Mulheres | Homens  | Homens |
| -------------------- | ------- | ----- | -------- | -------- | ------- | ------ |
|                      | pessoas | %     | pessoas  | %        | pessoas | %      |
| População            | 18 877  | 100   | 9659     | 51,2     | 9218    | 48,8   |
| Densidade (pop./km²) | 180,1   | 100   | 92,1     | 92,1     | 87,9    | 87,9   |

De acordo com dados de 2002, o rendimento médio per capita ascendia a 1299,76 zł.

## Subdivisões
- Bobrowniki Wielkie, Chorążec, Czyżów, Fiuk, Goruszów, Gorzyce, Ilkowice, Janikowice, Kłyż,Łęg Tarnowski, Nieciecza, Niedomice, Odporyszów, Otfinów, Pasieka Otfinowska, Pierszyce, Podlesie Dębowe, Siedliszowice, Sieradza.

## Comunas vizinhas
- Dąbrowa Tarnowska, Gręboszów, Lisia Góra, Olesno, Radłów, Tarnów, Wierzchosławice, Wietrzychowice